# Sutersville (Pennsylvanie)
Sutersville est un borough situé dans le comté de Westmoreland, dans l'État de Pennsylvanie aux États-Unis. En 2010, sa population est de 605 habitants.

## Source de la traduction
- (en) Cet article est partiellement ou en totalité issu de l’article de Wikipédia en anglais intitulé « Sutersville, Pennsylvania » (voir la liste des auteurs).